# بانک میلنیوم
بانک میلنیوم (انگلیسی: Bank Millennium) شرکت خدمات مالی و بانکداری لهستانی است، که در سال ۱۹۸۹ تأسیس شد.